# Ryan Shimabukuro
Ryan Shimabukuro (Honolulu, Hawaï, 11 april 1973) is een Amerikaans voormalig schaatser en schaats- en bondscoach. Hij woont in Layton.
Shimabukuro startte zijn schaatscarrière toen hij Eric Heiden tijdens de Olympische Winterspelen van 1980 in Lake Placid vijf gouden medailles zag winnen. Shimabukuro begon met schaatsen op de Honolulu's only ice rink. Zijn familie besloot hierom in 1989 te verhuizen naar Waukesha in de staat Wisconsin waar hij afstudeerde aan de Carroll University. Zijn thuisbaan werd de ijsbaan in Milwaukee. In 1998 besloot hij zijn topsport-carrière en werd hij coach. In het na-olympische seizoen was Shimabukuro coach van de Japanse selectie, maar keerde hierna weer terug naar de Verenigde Staten. Tegenwoordig coacht hij met assistent Mike Kooreman onder meer Elli Ochowicz, Kelly Gunther, Brittany Bowe, Sugar Todd en Jonathan Garcia.